# Amsterdamse Poort (Naarden)

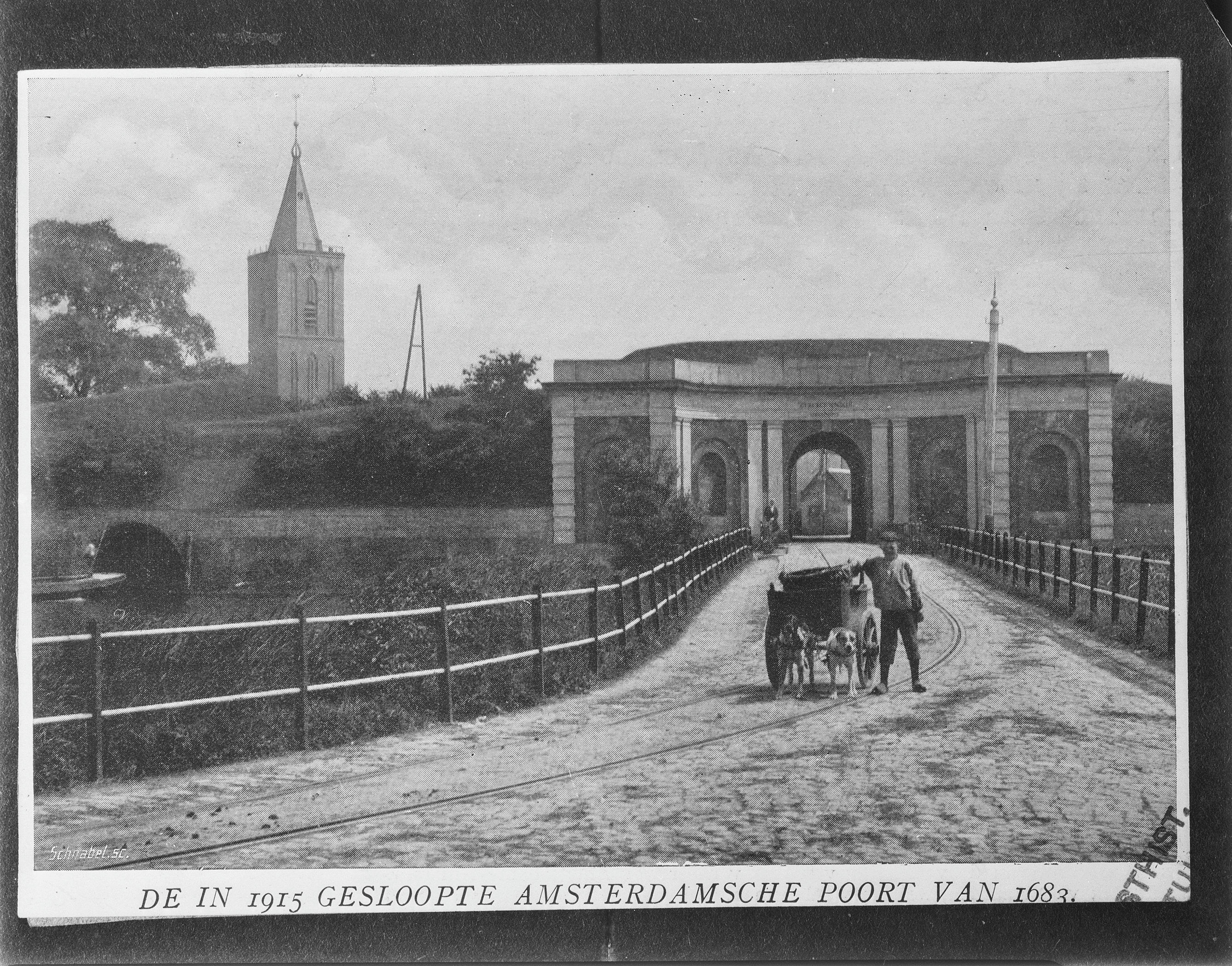
Amsterdamse Poort

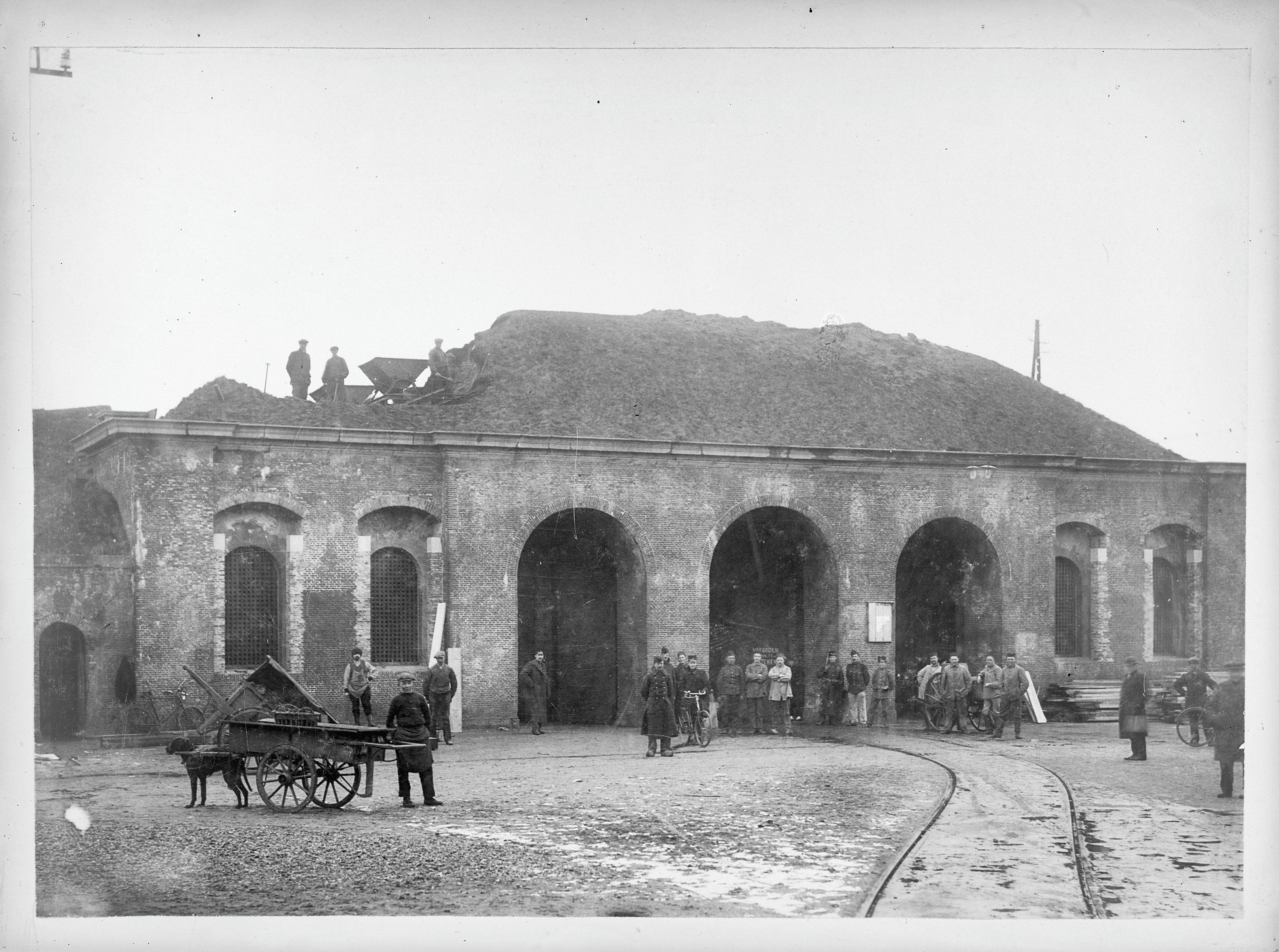
De Amsterdamse poort in 1915

De Amsterdamse Poort is een voormalige stadspoort in de vestingstad Naarden in Noord-Holland. De poort ontworpen door Adriaan Dortsman en gebouwd tussen 1683 en 1685 gaf toegang tot de stad vanuit de richting Muiden, Diemen en Amsterdam en lag naast de Naardertrekvaart en bij het begin van de Amsterdamsestraatweg.
De monumentale poort bestond uit twee dikke vleugelmuren en de doorgang was ongeveer 25 meter lang en 3,5 meter breed en was rijkelijk versierd met natuursteen. De poort kon in de avonduren worden afgesloten en werd dan verlicht. Aan de stadszijde was een wachtgebouw dat in de 19e eeuw ook als provoost werd gebruikt. Boven de poort hing het wapen van de stad, een dubbelkoppige adelaar.
Om het gedreun van de paarden van de zwaar beladen diligences tegen te gaan werd de bestrating van de doorgang bestrooid met zand. Ook reden sinds 1881 de lange en zware Gooise stoomtrams door de poort. Door dit intensieve verkeer verkeerde de poort eind 19e eeuw in slechte staat en had last van scheuren en lekkages. Maar ook om het verkeer meer ruimte te geven werd in 1915 tot afbraak van de poort besloten. Er kwam daarna een veel bredere doorgang die ook van belang was voor een eventuele doortocht van het leger dat die oorlogsjaren paraat moest zijn ook al was Nederland neutraal. Ook de voor de poort gelegen brug over de vestinggracht verdween en werd vervangen door een dam.
De andere stadspoort, die nog steeds bestaat en in 1980 is gerenoveerd, is de Utrechtse Poort die echter eenvoudiger van opzet is en minder monumentaal maar wel rijkelijk versierd. In 1939 met het verdwijnen van de Gooise stoomtram kwam er ook een doorbraak vanuit de vesting richting Bussum maar er kwam geen poort.